# A Droga da Obediência
A Droga da Obediência é um livro de  ficção infantojuvenil escrito por Pedro Bandeira e publicado em 1984, através da Editora Moderna. A obra é a primeira da série Os Karas e retrata um grupo de cinco estudantes, que se juntam para formar um grupo secreto, Os Karas, com o objetivo de investigar e ajudar a desvendar crimes. Neste contexto, o grupo enfrenta seu primeiro grande caso: alunos de escolas de São Paulo vêm desaparecendo misteriosamente, até que uma vítima é um aluno do próprio colégio Elite, onde estudam os Karas. Numa aventura para descobrir o que está acontecendo, esses cinco adolescentes defrontam-se com uma tenebrosa ameaça — uma droga produzida para reduzir a humanidade à obediência absoluta aos desígnios do sinistro doutor Q.I.
Considerado um best-seller do gênero no país, o livro deu origem a outras seis sequências que incluem: Pântano de Sangue (1987), Anjo da Morte (1988), A Droga do Amor (1994), Droga de Americana! (1999) e A Droga da Amizade (2014).

## Sinopse
Miguel é o líder do grupo "Karas" , que desvendam crimes e mistérios. Além dele, o grupo é composto por Crânio, o "gêniozinho" da turma, Magrí, a melhor atleta da escola, Calu, o melhor ator, e Chumbinho, o valente e esperto. Além de líder do grupo altamente secreto, Miguel é também presidente do grêmio do Colégio Elite, uma escola democrática com um sistema de decisões em um conselho formado por alunos e professores. Miguel reúne o grupo em um esconderijo (localizado abaixo de um alçapão, que fica dentro de um armário de produtos de limpezas) para falar sobre a onda de desaparecimentos que ocorrem em vários colégios, seguidamente, onde ao todo 27 estudantes desapareceram.

### Personagens principais
Miguel é o presidente do Grêmio Estudantil do Colégio Elite e quem decidiu reunir os amigos na fundação de um grupo secreto na escola, o qual recebeu o título de Os Karas. Ele exerce o papel de líder e define seus próximos passos. Apelidado por conta da sagacidade, Crânio é conhecido como o estudante mais inteligente do Colégio Elite. Com a personalidade quieta e introspectiva, é campeão de xadrez e tira as melhores notas da escola. O divertido Calú é considerado o garoto mais bonito da escola. Ele é ator e utiliza dessa ferramenta em prol das investigações d’Os Karas. Sempre divertido e brincalhão, está sempre de bom humor e motiva seu grupo de amigos a desvendar os mistérios. A única menina do grupo, a ginasta Magrí é considerada a melhor atleta do Elite e grande esperança de medalha olímpica para o Brasil. Conhecida pela sua personalidade meiga, ela se transforma sendo capaz de se arriscar para salvar um amigo. O mais novo do grupo, Chumbinho, descobre a existência do grupo secreto e tenta fazer parte dele. Ama jogos de videogames e computadores, é esperto, valente e pronto para agir.

## Recepção
No site Sala Literária, foi escrito que: "A escrita é leve e bem desenvolvida. É muito fácil se envolver com os personagens e pelo texto ser dinâmico é possível ler sem se sentir desestimulado a continuar a leitura. É um livro bem pequeno, com 190 páginas, mas a história é cheia de reviravoltas e com suspense." 
Já no site Boas de Papo, é escrito que "o livro é bem juvenil [...] e é uma leitura bem fácil sem muitas palavras difíceis para atrapalhar o entendimento."

## Publicações

### Edições
Foi publicado em sua primeira edição em 1984 pela Editora Moderna, e teve novas edições em 1992, 2003, 2009 e a edição mais recente publicada em 2014.